# NMNAT3
NMNAT3 (англ. Nicotinamide nucleotide adenylyltransferase 3) – білок, який кодується однойменним геном, розташованим у людей на 3-й хромосомі. Довжина поліпептидного ланцюга білка становить 252 амінокислот, а молекулярна маса — 28 322.
| 10         |  | 20         |  | 30         |  | 40         |  | 50         |
| ---------- |  | ---------- |  | ---------- |  | ---------- |  | ---------- |
| MKSRIPVVLL |  | ACGSFNPITN |  | MHLRMFEVAR |  | DHLHQTGMYQ |  | VIQGIISPVN |
| DTYGKKDLAA |  | SHHRVAMARL |  | ALQTSDWIRV |  | DPWESEQAQW |  | METVKVLRHH |
| HSKLLRSPPQ |  | MEGPDHGKAL |  | FSTPAAVPEL |  | KLLCGADVLK |  | TFQTPNLWKD |
| AHIQEIVEKF |  | GLVCVGRVGH |  | DPKGYIAESP |  | ILRMHQHNIH |  | LAKEPVQNEI |
| SATYIRRALG |  | QGQSVKYLIP |  | DAVITYIKDH |  | GLYTKGSTWK |  | GKSTQSTEGK |
| TS         |  |            |  |            |  |            |  |            |

A: Аланін

C: Цистеїн

D: Аспарагінова кислота

E: Глутамінова кислота

F: Фенілаланін

G: Гліцин

H: Гістидин

I: Ізолейцин

K: Лізин

L: Лейцин

M: Метіонін

N: Аспарагін

P: Пролін

Q: Глутамін

R: Аргінін

S: Серин

T: Треонін

V: Валін

W: Триптофан

Кодований геном білок за функцією належить до трансфераз. 
Задіяний у такому біологічному процесі, як альтернативний сплайсинг. 
Білок має сайт для зв'язування з АТФ, нуклеотидами, НАД, іоном магнію. 
Локалізований у мітохондрії.